# 4709 Ennomos
A 4709 Ennomos (ideiglenes jelöléssel 1988 TU2) egy kisbolygó a Naprendszerben. Carolyn Shoemaker fedezte fel 1988. október 12-én.